# سانتیاگو (شهر فیلیپین)
سانتیاگو (به لاتین: Santiago) یک شهر در فیلیپین است که در ایزابلا واقع شده‌است.

## خصوصیات
سانتیاگو ۲۷۵٫۰۰ کیلومترمربع مساحت و ۱۳۲٬۸۰۴ نفر جمعیت دارد.